# Ölands kommunalförbund
Ölands kommunalförbund er et forbund bestående af Borgholm og Mörbylånga kommuner.  På grund af den spredte befolkning og fordi der ikke er en naturlig hovedby, er Öland opdelt i to kommuner.  Forbundet blev oprettet i 1970, især for at samarbejde om redningstjeneste- og turismeproblemstillinger.

## Ekstern henvisning
- Ölands kommunalförbund Arkiveret 14. marts 2005 hos  Wayback Machine